# Tomás Félix de Argandoña
Tomás Félix de Argandoña y Alicante fue un militar español de fines del siglo XVII. Se desempeñó como gobernador del Tucumán entre 1686 y 1690.

## Biografía
Tomás Félix de Argandoña nació en Cádiz y fue hijo de Gaspar de Argandoña y de María de Alicante. Más tarde llegó a ser alférez de la armada real y tras servir en el ejército se trasladó a las Indias. Llegó a América con el marqués de Mancera, capitán de caballos corazas de la guardia del virrey del Perú, y se desempeñó como corregidor de Guayaquil. Posteriormente en 1686 fue nombrado gobernador del Tucumán.
Estuvo casado con Bartolina Pastene. Entre sus varios hijos, se encontraba Pedro Miguel de Argandoña, quien fue años más tarde obispo del Tucumán y arzobispo de Chuquisaca.
Concluido su gobierno, fue trasladado como general de las armas del Callao.

## Gobierno del Tucumán (1686-1690)
Asumió el 11 de mayo de 1686. Fue uno de los más prósperos y visionarios gobernadores que tuvo el Tucumán. Construyó la Catedral, el Hospital y el Seminario.
A lo primero que se abocó el gobernador fue a la construcción de la nueva Catedral en Santiago del Estero, la cuarta, a la que reforzó con 90 obreros y asistiendo personalmente durante todo el día. De esa manera se pudo terminarla e inaugurar el 27 de octubre de 1686. Como el obispo Nicolás de Ulloa había fallecido en Córdoba un mes antes, presidió la ceremonia el nuevo deán, José de Bustamante y Albornoz.
Su segunda preocupación fue el hospital, del cual carecía la ciudad desde hacía veinticinco años. Dispuso terminar el que estaba en construcción y fue inaugurado con camas y utensilios el 11 de noviembre de 1686.
También en 1686 dispuso se fundase el Colegio Seminario y se nombró como director a Bernabé Ibáñez del Castrillo. Luego el Cabildo ofreció la conducción a los jesuitas, en enero de 1690.
Ordenó la realización de un censo de los moradores de Santiago del Estero y de las armas. También dispuso se sacara desde el río una nueva acequia, para que los vecinos no tuviesen que caminar ocho cuadras cada vez que necesitaban traer agua.
Bregó por el mejoramiento de los presidios y de las guarniciones de fronteras. En 1689 envió una carta al rey informándole sobre los ataques de los mocovíes a las ciudades de su distrito, y de las defensas que había construido para defender Esteco, las que debió dejar en suspenso por orden del virrey del Perú. Solicitó se le concediera guarnición permanente, indicando de qué forma esta podría construirse.